# Адміністративний устрій Барського району
Адміністративний устрій Барського району — адміністративно-територіальний поділ Барського району Вінницької області на 1 міську, 1 селищну і 27 сільських рад, що об'єднують 94 населені пункти і підпорядковані Барській районній раді. Адміністративний центр — місто Бар.

## Список міських, селищних і сільських рад Барського району
| №  | Назва                              | Центр                 | Населені пункти                                                                           | Площа км² | Місце за площею | Населення (2001), чол. | Місце за населенням |
| -- | ---------------------------------- | --------------------- | ----------------------------------------------------------------------------------------- | --------- | --------------- | ---------------------- | ------------------- |
| 1  | Барська міська рада                | м. Бар                | м. Бар                                                                                    |           |                 |                        |                     |
| 2  | Копайгородська селищна рада        | смт Копайгород        | смт Копайгород с-ще Копай с. Переліски с. Українське с. Шевченкове с. Шипинки             |           |                 |                        |                     |
| 3  | Антонівська сільська рада          | с. Антонівка          | с. Антонівка с. Глинянка с. Широке                                                        |           |                 |                        |                     |
| 4  | Балківська сільська рада           | с. Балки              | с. Балки с. Адамівка с. Йосипівці с. Окладне с. Чемериси-Барські                          |           |                 |                        |                     |
| 5  | Верхівська сільська рада           | с. Верхівка           | с. Верхівка с. Примощаниця                                                                |           |                 |                        |                     |
| 6  | Войнашівська сільська рада         | с. Войнашівка         | с. Войнашівка с-ще Бар с. Заможне с. Затоки с. Каноницьке с. Мирне с. Міжлісся с. Пляцина |           |                 |                        |                     |
| 7  | Володієвецька сільська рада        | с. Володіївці         | с. Володіївці с. Зелене с. Мар'янівка                                                     |           |                 |                        |                     |
| 8  | Гаївська сільська рада             | с. Гайове             | с. Гайове с-ще Івановецьке с. Колосівка с-ще Котова с. Шпирки                             |           |                 |                        |                     |
| 9  | Гармаківська сільська рада         | с. Гармаки            | с. Гармаки с-ще Діброва                                                                   |           |                 |                        |                     |
| 10 | Гулівська сільська рада            | с. Гулі               | с. Гулі с. Слобода-Гулівська                                                              |           |                 |                        |                     |
| 11 | Журавлівська сільська рада         | с. Журавлівка         | с. Журавлівка с. Буцні с. Лядова с. Пилипи с. Сеферівка                                   |           |                 |                        |                     |
| 12 | Івановецька сільська рада          | с. Іванівці           | с. Іванівці с. Шевченка                                                                   |           |                 |                        |                     |
| 13 | Каришківська сільська рада         | с. Каришків           | с. Каришків с. Грабівці                                                                   |           |                 |                        |                     |
| 14 | Комаровецька сільська рада         | с. Комарівці          | с. Комарівці                                                                              |           |                 |                        |                     |
| 15 | Кузьминецька сільська рада         | с. Кузьминці          | с. Кузьминці с. Голубівка с. Мартинівка                                                   |           |                 |                        |                     |
| 16 | Лісівська сільська рада            | с. Лісове             | с. Лісове с. Польове                                                                      |           |                 |                        |                     |
| 17 | Луко-Барська сільська рада         | с. Лука-Барська       | с. Лука-Барська с. Васютинці с. Горяни с. Зоряне с. Квітка                                |           |                 |                        |                     |
| 18 | Мальчовецька сільська рада         | с. Мальчівці          | с. Мальчівці с. Степанки                                                                  |           |                 |                        |                     |
| 19 | Маньковецька сільська рада         | с. Маньківці          | с. Маньківці с. Мельники с. Улянівка                                                      |           |                 |                        |                     |
| 20 | Матейківська сільська рада         | с. Матейків           | с. Матейків с. Мурашка с. Павлівка с. Трудолюбівка                                        |           |                 |                        |                     |
| 21 | Мигалівецька сільська рада         | с. Мигалівці          | с. Мигалівці с. Козарівка                                                                 |           |                 |                        |                     |
| 22 | Митківська сільська рада           | с. Митки              | с. Митки с. Киянівка                                                                      |           |                 |                        |                     |
| 23 | Підлісноялтушківська сільська рада | с. Підлісний Ялтушків | с. Підлісний Ялтушків                                                                     |           |                 |                        |                     |
| 24 | Поповецька сільська рада           | с. Попівці            | с. Попівці с. Верешки с. Кошаринці                                                        |           |                 |                        |                     |
| 25 | Супівська сільська рада            | с. Супівка            | с. Супівка с. Барок с. Губачівка                                                          |           |                 |                        |                     |
| 26 | Терешківська сільська рада         | с. Терешки            | с. Терешки с. Гавришівка с. Семенки                                                       |           |                 |                        |                     |
| 27 | Ходацька сільська рада             | с. Ходаки             | с. Ходаки с. Бригидівка с-ще Лугове с-ще Слобода с. Слобода-Ходацька с. Черешневе         |           |                 |                        |                     |
| 28 | Чемериська сільська рада           | с. Чемериське         | с. Чемериське с. Борщі с. Регентівка с. Стасюки с. Шершні                                 |           |                 |                        |                     |
| 29 | Ялтушківська сільська рада         | с. Ялтушків           | с. Ялтушків с. Біличин с. Слобода-Ялтушківська                                            |           |                 |                        |                     |

* Примітки: м. — місто, с-ще — селище, смт — селище міського типу, с. — село